# 弘前市立裾野中学校
弘前市立裾野中学校（ひろさきしりつ すそのちゅうがっこう）は、青森県弘前市大字十面沢字湯ヶ森にある公立中学校。

## 沿革
- 1982年（昭和57年）4月1日 - 弘前市立草薙小学校に併設されていた草薙中学校と弘前市立修斉小学校に併設されていた修斉中学校が統合され、創立。
- 2014年（平成26年） - 防災機能強化[1]。
- 2019年（令和元年） - この年から翌年まで、空調大規模改造[1]。
- 2020年（令和2年）9月19日 - この日から2021年（令和3年）3月2日まで、トイレ改修工事実施[2]。

## 学区
十面沢、十腰内、貝沢、大森
- 学区は草薙小学校・修斉小学校の学区と同じで、前述の二校と連携した教育を行っている。

## 交通
- 弘南バス 「裾野中学校前」バス停下車
  - 高杉・鬼沢経由　弘前 - 十腰内・鰺ヶ沢線
  - 三世寺経由　弘前 - 十腰内線
  - 楢の木・糠坪経由　十腰内 - 弘前駅線
  - 鰺ヶ沢 - 聖愛高校線（平日朝の高校行のみ運行）